# Серебряная медаль председателя Сената Чехии
Серебряная медаль председателя Сената (чеш. Stříbrná medaile předsedy Senátu) — символическая награда, вручаемая Председателем Сената Парламента Чешской Республики.
Серебряные медали были изготовлены в 2007 году по инициативе председателя Сената Пршемысла Соботки. Традицию вручения медалей по случаю Дня чешской государственности ввёл председатель Сената Милан Штех в 2012 году. 
Автор графического дизайна – академический скульптор Михал Витановский, гравюру выполнил Любомир Летава. Материалом медали является серебро 999 пробы с патиной, вес 42 г, диаметр 50 мм, стандартное исполнение. Медали чеканит Чешский монетный двор. До конца 2021 года было выпущено 500 медалей. Медали являются даром Сената и финансируются из бюджета Канцелярии Сената, а именно отделом протокола.